# Michael Koch (Basketballspieler)
Michael Koch (* 13. Januar 1966 in Lich) ist ein deutscher Basketballtrainer und als vormaliger Spieler einer der erfolgreichsten Nationalspieler Deutschlands. Er gewann unter anderem die Europameisterschaft 1993 und elf nationale und internationale Titel. Seit 2024 ist er Cheftrainer der Bayer Giants Leverkusen.

## Spielerlaufbahn
Michael Koch, dessen Bruder Stefan Koch ebenfalls im Basketball Karriere machte, spielte in der Jugend des TV Lich und war auch ein begabter Tischtennisspieler. In letzterer Sportart brachte er es zum Bezirksmeister. In Lich spielte er mit den Basketballern bereits mit 16 Jahren in der Herren-Oberliga, ehe er zum MTV 1846 Gießen ging. Mit 17 Jahren spielte er dort erstmals in der Basketball-Bundesliga. In seiner Gießener Zeit (1983 bis 1987) erzielte Koch in 112 Einsätzen für die Mittelhessen im Schnitt 12 Punkte je Begegnung. Auch in der Nationalmannschaft war er schnell Stammspieler, machte bereits im Alter von 20 Jahren bei der Weltmeisterschaft 1986 mit 15,2 Punkten je Begegnung (zweitbester Korbschütze der Deutschen) auf sich aufmerksam.
Im Bundesliga-Viertelfinale des Spieljahres 1986/87 erzielte der damals 20-Jährige gegen Steiner Bayreuth in zwei Spielen insgesamt 57 Punkte und warf die Oberfranken mit seinen Gießenern somit aus dem Rennen. Kurz darauf erhielt er ein Angebot aus Bayreuth, welches er annahm. Die Vereinbarung enthielt auch einen Ausbildungsplatz (Steuerfachgehilfe) für Koch sowie eine Anstellung für seine Freundin. Koch brach die Ausbildung aber nach kurzer Zeit ab und widmete sich ganz dem Basketball. Auch ein während seiner Bayreuther Zeit angefangenes Studium der Betriebswirtschaftslehre gab er wegen der hohen sportlichen Belastung wieder auf. In der Bayreuther Zeit gewann er zweimal den Deutschen Pokal und eine Deutsche Meisterschaft. Er stieg in Bayreuth zum Mannschaftskapitän auf. Im Pokalendspiel 1989, das gegen Bayer Leverkusen gewonnen wurde, überragte Koch mit fünf getroffenen Dreipunktwürfen und insgesamt 27 Punkten. Keine drei Wochen später gewann er mit der Mannschaft ebenfalls die deutsche Meisterschaft. In den fünf Finalspielen gegen Leverkusen erzielte Koch im Schnitt 12,2 Punkte je Begegnung. Im Jahr 1990 scheiterte er als Stadtratskandidat der Bayreuther Gemeinschaft nur knapp am Einzug in den Bayreuther Stadtrat.
Seine größten Erfolge hatte er bei TSV Bayer 04 Leverkusen, mit dem er fünfmal deutscher Meister und weitere zweimal Pokalsieger wurde. Für die Rheinländer bestritt Koch 192 Bundesliga-Einsätze (14,5 Punkte/Spiel).
1993 wurde er Europameister, im Turnierverlauf erzielte er neun Punkte je Begegnung, im Endspiel gegen Russland waren es sechs. Bei der Europameisterschaft 1995 war Koch mit einem Punkteschnitt von 21,6 pro Spiel bester deutscher und viertbester Korbschütze der EM insgesamt. 1995 wurde Koch von der Fachzeitschrift Basketball zum Spieler des Jahres (Deutschland) gewählt. 1996 wechselte er nach Griechenland zu Panathinaikos Athen, entwickelte sich dort zum Publikumsliebling und konnte eine Reihe von Titeln erringen. Außerdem spielte er noch für Marousi Athen und Ionikos Neas Filadelfias. In Griechenland erhielt er den Spitznamen „Mercedes“. Sieben Jahre später, also 2003, kam er wieder nach Deutschland zurück. Er spielte noch eine Saison für die 2BA Dragons Rhöndorf. Koch, dessen Stärke insbesondere Drei-Punkte-Würfe sowie die Verteidigung waren, spielte 140-mal für die Nationalmannschaft. Die Gesamtzahl seiner in der Bundesliga erzielten Punkte beträgt 6404, das war zum Zeitpunkt seines Karriereendes der dritte Rang in der ewigen Korbjägerliste der Spielklasse. Kochs Markenzeichen als Spieler war ein unter dem Trikot getragenes T-Shirt.

## Trainerlaufbahn
Nach dem Ende seiner Spielerkarriere war Koch zunächst Jugendtrainer in Rhöndorf und ab der Saison 2005/2006 bei den Telekom Baskets Bonn als Trainer tätig; zuerst als Co-Trainer, nach deren Trennung von Trainer Daniel Jusup wurde er Headcoach der Bonner. In der Saison 2007/2008 führte er die Bonner nach Siegen über den Pokalsieger und Meisterschaftsanwärter Artland Dragons im Viertelfinale und die Deutsche Bank Skyliners Frankfurt im Halbfinale sensationell ins Finale um die Deutsche Meisterschaft gegen Alba Berlin. Dort unterlag man den Basketballern aus der Hauptstadt in der mit 1:3-Siegen. 2009 führte Koch seine Mannschaft, die in der Hauptrunde den vierten Platz belegt hatte, erneut in die Endspiele um die deutsche Meisterschaft, wo sie gegen die EWE Baskets Oldenburg mit 2:3 verlor.
Im Mai 2013 gab die Gesellschafterversammlung der Telekom Baskets Bonn bekannt, den Vertrag mit Koch nicht verlängern zu wollen. Koch war bis dahin der mit acht Spielzeiten in den Jahren 2006 bis 2013 dienstälteste, stets nur bei einem Verein tätige Cheftrainer der Basketball-Bundesliga. Am 29. Dezember 2013 wurde Koch als neuer Cheftrainer von Medi Bayreuth vorgestellt, er übernahm zum 1. Januar 2014 das Amt vorerst bis Ende der Saison 2013/2014. Unter Koch schaffte Bayreuth den Klassenerhalt in der Bundesliga. Im Anschluss an die Saison 2013/2014 verlängerte Koch seinen Vertrag in Bayreuth bis 2016. Unter seiner Führung gelang den Bayreuthern in jeder Saison letztlich ungefährdet der Klassenerhalt. Mit der beginnenden Planung eines neuen Konzepts für den Basketball in Bayreuth trennten sich jedoch die Wege von Koch und den Oberfranken nach Ablauf seines Vertrages im Sommer 2016.
Mit dem Beginn des Spieljahres 2018/19 trat Koch die Stelle als Cheftrainer beim zypriotischen Erstligisten AEL Limassol an. Er blieb eine Saison im Amt. Zum 1. März 2020 wurde er Geschäftsführer der Betreibergesellschaft des Bundesligisten Gießen 46ers. Im April 2021 gaben die Mittelhessen aus finanziellen Gründen die Trennung von Koch am Ende der Saison 2020/21 bekannt. Im Oktober 2023 wurde er beim Drittligisten Bayer Giants Leverkusen als Assistenztrainer von Hansi Gnad, mit dem er 1993 den Europameistertitel gewann, mit Hauptaufgabenbereich Individualtraining tätig.
Koch löste im Sommer 2024 Gnad als Leverkusens Cheftrainer ab. In der Hauptrunde der Saison 2024/25 führte Koch die Mannschaft zu 25 Siegen und einer Niederlage, damit wies man in der Nordstaffel die beste Bilanz auf. Koch wurde als bester Trainer der ProB-Spielzeit ausgezeichnet. Mit dem Einzug in die Endspiele schaffte er mit den Leverkusenern im Mai 2025 den sportlichen Wiederaufstieg in die zweite Liga. Im Finale sicherten man sich mit zwei deutlichen Erfolgen gegen die SBB Baskets Wolmirstedt die ProB-Meisterschaft. Im Juni 2025 verlängerte er seinen Vertrag in Leverkusen um zwei weitere Jahre bis 2027.

## Erfolge

### Als Spieler
- Europameister (1×): 1993
- Europapokal der Landesmeister (1×): 2000
- Intercontinental Cup (1×): 1996
- Deutscher Meister (6×): 1989, 1992, 1993, 1994, 1995, 1996
- Deutscher Pokalsieger (4×): 1988, 1989, 1993, 1995
- Griechischer Meister (4×): 1998, 1999, 2000, 2001

### Als Trainer
- Deutscher Vize-Meister (2×): 2008, 2009
- Deutsches Pokalfinale (2×): 2009, 2012
- ProB-Meister: 2025

## Auszeichnungen
- Basketballer des Jahres (Deutschland): 1995
- Teilnahmen an Europameisterschaften: 1987, 1993, 1995
- Teilnahme an Weltmeisterschaften: 1986, 1994
- ProB-Trainer des Jahres 2025